# Die Zeit (Vienne)
Pour les articles homonymes, voir Zeit.
Die Zeit est un magazine puis un quotidien austro-hongrois basé à Vienne qui paraît entre le 6 octobre 1894 et le 31 août 1919.
Fondé par Heinrich Kanner, Isidor Singer et Hermann Bahr, il a des contributeurs tels que Bertha von Suttner, Felix Salten, Theodor Herzl, Hugo von Hofmannsthal, Max Burckhard, Tomáš Masaryk et Anton Wildgans.

## Source
- (de) Cet article est partiellement ou en totalité issu de l’article de Wikipédia en allemand intitulé « Die Zeit (Wien) » (voir la liste des auteurs).